# Trento (Agusan del Sur)
Trento is een gemeente in de Filipijnse provincie Agusan del Sur op het eiland Mindanao. Bij de laatste census in 2007 had de gemeente ruim 46 duizend inwoners.

## Geografie

### Bestuurlijke indeling
Trento is onderverdeeld in de volgende 16 barangays:
| - Basa - Cebolin - Cuevas - Kapatungan - Langkila-an - Manat - New Visayas - Pangyan | - Poblacion - Pulang-lupa - Salvacion - San Ignacio - San Isidro - San Roque - Santa Maria - Tudela |

## Demografie
Trento had bij de census van 2007 een inwoneraantal van 46.247 mensen. Dit zijn 4.551 mensen (10,9%) meer dan bij de vorige census van 2000. De gemiddelde jaarlijkse groei komt daarmee uit op 1,44%, hetgeen lager is dan het landelijk jaarlijks gemiddelde over deze periode (2,04%). Vergeleken met de census van 1995 is het aantal mensen met 9.301 (25,2%) toegenomen.

De bevolkingsdichtheid van Trento was ten tijde van de laatste census, met 46.247 inwoners op 555,7 km², 83,2 mensen per km².